# Tsirkoli
Tsirkoli (en georgiano: წირქოლი) o Tsirkol (en osetio: Цъиркол) es un pueblo que pertenece a la parcialmente reconocida República de Osetia del Sur, parte del distrito de Leningor, aunque de iure pertenece al municipio de Ajalgori de la región de Mtsjeta-Mtianeti de Georgia.

## Geografía
Tsirkoli se encuentra en la orilla derecha del río Ksani, a 6 km de Ajalgori. La aldea se administra desde el pueblo de Korinta.      

## Historia
Durante la duración del conflicto georgiano-osetio hasta la victoria rusa en la guerra ruso-georgiana de 2008, con la que las de facto autoridades de Osetia del Sur establecieron el control sobre el valle de Ksani, Tsirkoli formaba parte del territorio controlado por el gobierno de Georgia. Después de agosto de 2008, la aldea quedó bajo el control de las autoridades de la República de Osetia del Sur.   

## Demografía
La evolución demográfica de Tsirkoli entre 1939 y 2015 fue la siguiente:
| 405                                                      | 360 | 369 | 340 | 281 | 179 | 6 |
| (Fuente: Population of South Ossetia since Soviet times) |     |     |     |     |     |   |

Según el censo soviético de 1959, la mayoría de la población local eran georgianos. En el censo de 2002 realizado por las autoridades georgianas, que controlaban la parte oriental del municipio de Ajalgori, la composición étnica del pueblo es la siguiente:
|              | 2002      | 2002       |
| Grupo étnico | Población | Porcentaje |
| ------------ | --------- | ---------- |
| Georgianos   | 171       | 96%        |
| Osetios      | 8         | 4%         |
| Total        | 179       | 100%       |

## Infraestructura

### Arquitectura, monumentos y lugares de interés
La iglesia de la Madre de Dios de Tsirkoli, construida entre los siglos VIII y IX, se encuentra en el pueblo. También tiene las ruinas de una fortaleza medieval.